# Великая Лавра
Лавра Святого Афанасия, или Великая Лавра (греч. Ιερά Μονή Μεγίστης Λαύρας) — первенствующий монастырь на Святой Горе Афон. Находится на небольшом плато на юго-востоке полуострова в получасе пути пешком от моря. Общая площадь владений составляет 72 000 га, то есть 21,3 % от всей территории полуострова.
Престольный праздник — 5 июля (по юлианскому календарю), в день преподобного Афанасия Афонского.

## История

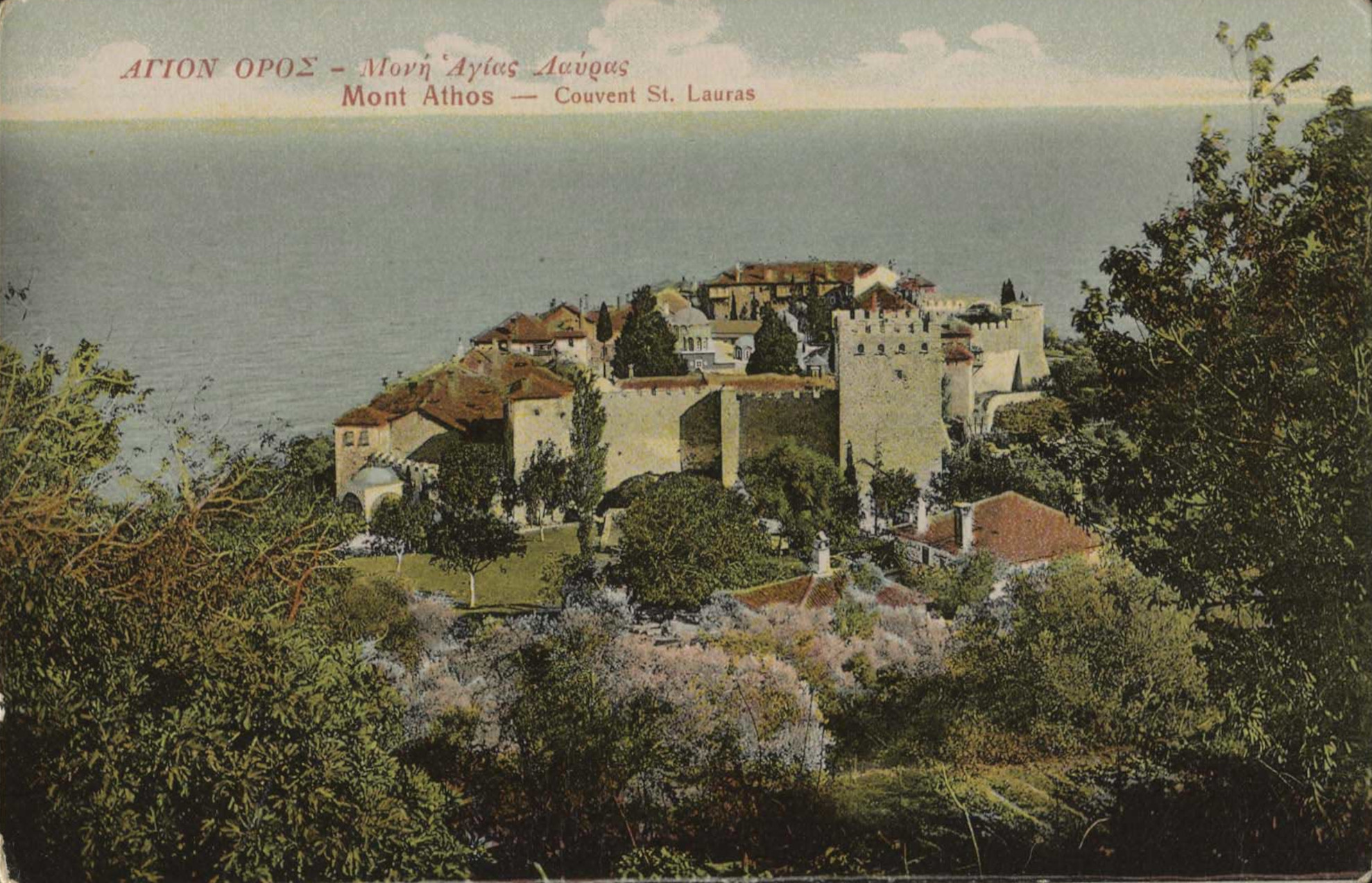
Гора Афон. Монастырь Лавра Святого Афанасия (Великая Лавра), 1910-е гг.

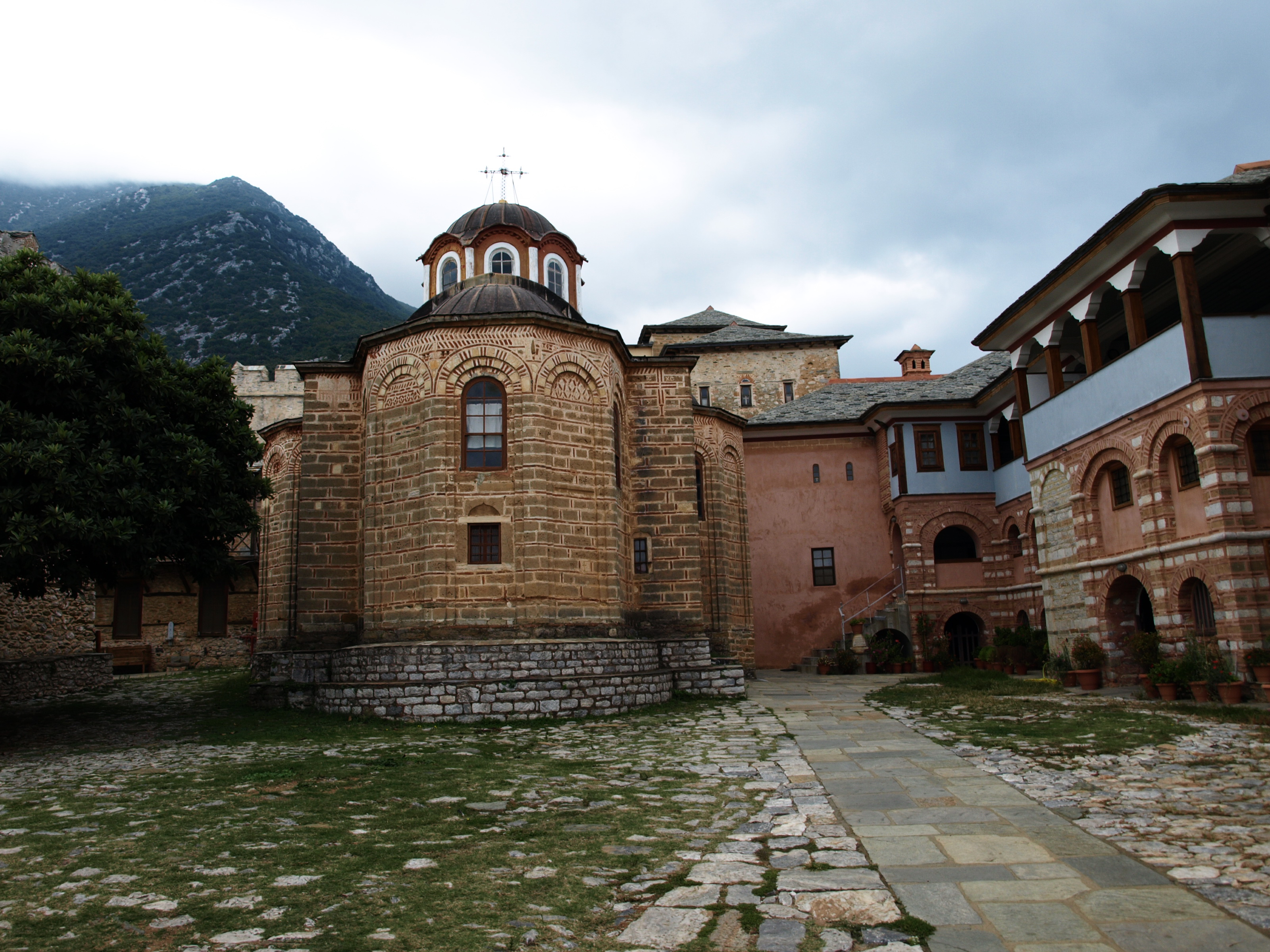
Внутренний двор и церковь Введения во храм Пресвятой Богородицы

Монастырь находится на месте античного города Акрофоон, в местности, в византийскую эпоху называвшейся Мелана. Лавра основана в 963 году св. Афанасием Афонским, выходцем из Каппадокии, который привнёс в пещерное и отшельническое монашество систему общежития (киновии), которая впоследствии стала преимущественным монашеским образом жизни как на Афоне, так и иных монастырях на востоке.
Основной ансамбль монастырских построек был сооружен на пожертвования императоров Никифора Фоки и Иоанна Цимисхия.
Обитель долгое время процветала, постепенно накапливая большое количество владений. Кроме ежегодного подаяния золотом, установленного императорами Фокой и Цимисхием, Василий II подарил монастырю остров.

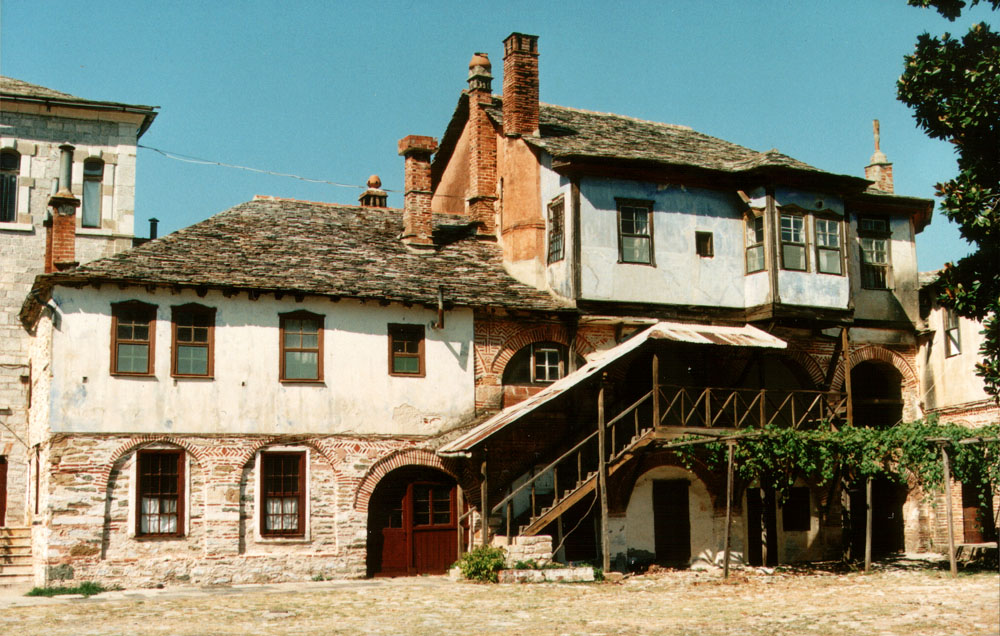
Кельи монастыря

Во время Четвертого Крестового похода в 1205 году Лавра, как и прочие святогорские монастыри, была разграблена.
Один за другим монастыри Гомат, Моноксилит и Амалфитянский отходили во владение Лавры вместе с монастырями Каликас и Ксирокастрон, что подтверждено императорскими грамотами (хрисовулами) Андроника II и Димитрия Палеолога (1453—1465). Щедрые пожертвования делал сербский правитель Стефан Душан.
Однако пиратские набеги, землетрясения, налогообложение, возложенное на монастыри во времена турецкого ига, способствовали нарастанию кризисного состояния монастыря.
Монастырь держался киновийного устава вплоть до XIV века. Преобразование Лавры в XIV веке в особножительный привело к установлению Типика (устава). В 1574 году Патриарх Александрийский Сильвестр возвратил монастырь к общежитию. Спустя почти 100 лет, в 1670 году, Лавра вновь стала особножительной. С 1980 года — общежитие.

## Население
К настоящему времени к Лавре приписано 400 монахов, хотя в самом монастыре их только 45.
При основании монастыря в нем было 80 монахов, в 976 в монастыре подвизалось 120 монахов, в 978—150, а в сер. XI в.- более 700. В 1489 300. Во главе братии стоит игумен, которому помогают эпитропы

### Игумены
- Филипп (1990-е)
- Анфим (Димакопулос) (†2011)

## Постройки

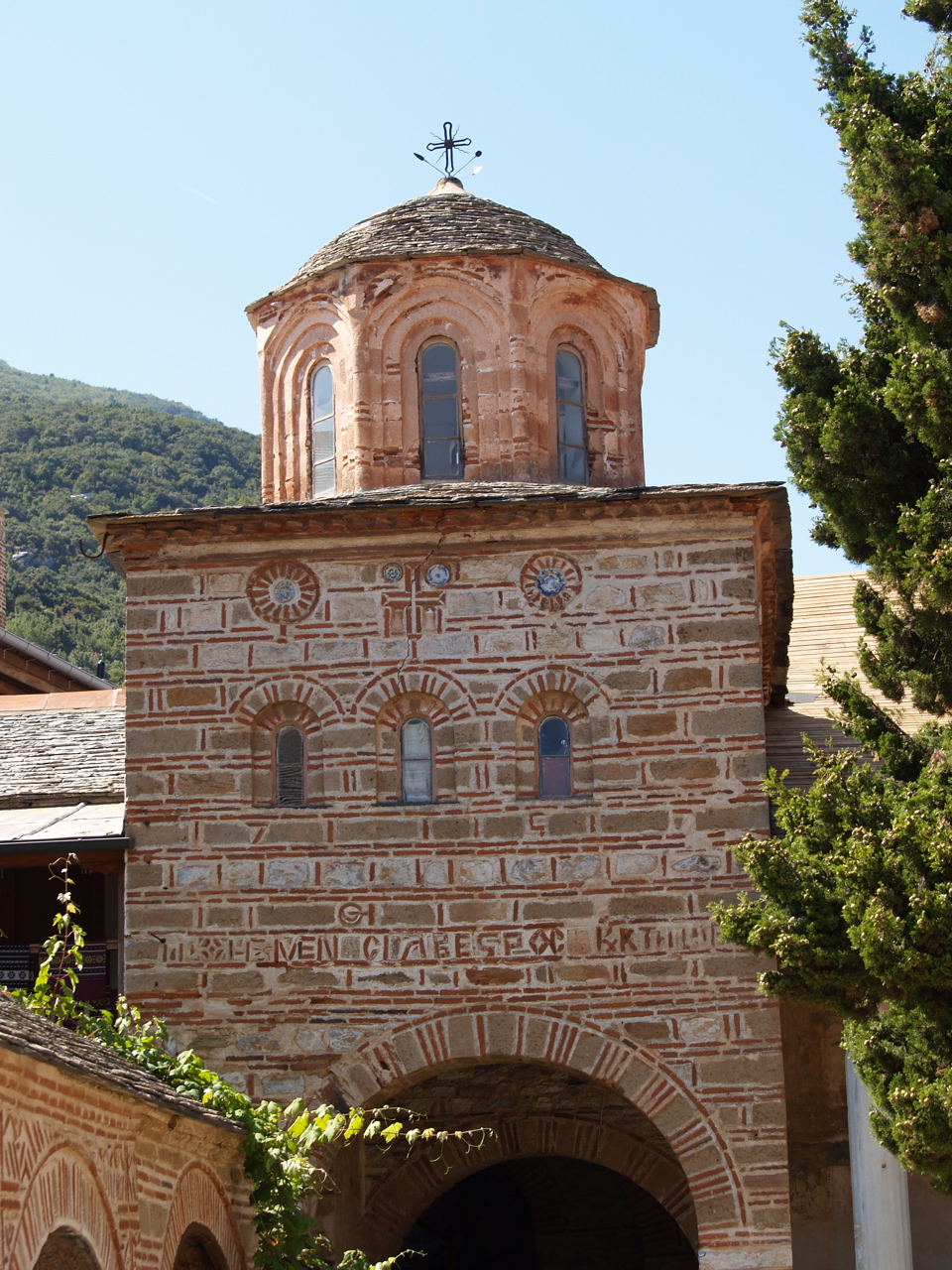
Вход в Монастырь Великой Лавры

Лавра имеет вид прямоугольной крепости, обнесенной высокими стенами. В восточной части находится темно-красный крестово-купольный храм (кафоликон) в честь Благовещения (X век) с фресками XVI века работы Феофана Критского. Кафоликон имеет два придела c отдельными куполами. Северный посвящён сорока Севастийским мученикам, а южный — святителю Николаю Мирликийскому. В северном приделе расположена гробница преподобного Афанасия, день памяти которого — особо почитаемый праздник Лавры.
В юго-западном углу монастыря расположена сторожевая башня Цимисхия, которая замыкает оборонительную стену. Высота башни достигала 24 метров. В 1688 году в юго-восточном углу была построена купольная часовня Святого Стефана, используемая как библиотека. Всего на территории монастыря расположено 15 часовен (параклис).
С северо-западной стороны находится главный вход в виде портика с четырьмя колоннами, который ведет к архондарику во внутренний двор. Между входом и башней Цимисхия расположено двухэтажное строение, которое использовалось как пекарня и больница. У северной стены расположена гостиница. К востоку от гостиницы находится хранилище вина. Далее расположена трапезная на 240 человек с кухней. Трапезная украшенна фресками с изображениями древнегреческих философов: Филона, Солона, Пифагора, Сократа, Аристотеля, Фалеса, Галена, Платона и Плутарха.
Во внутреннем дворе между трапезной и главным храмом расположен традиционный византийский фиал (мраморная чаша 2 м в диаметре) для освящения воды, около которой растет древний кипарис, посаженный, согласно преданию, св. Афанасием. К востоку от главного храма находится одноэтажная ризница.
Монастырю подчиняются несколько скитов, в том числе скит святой Анны, Кавсокаливия и Продром, 42 кельи и 6 кафисм. Хижины монахов называются каливами.

## Святыни

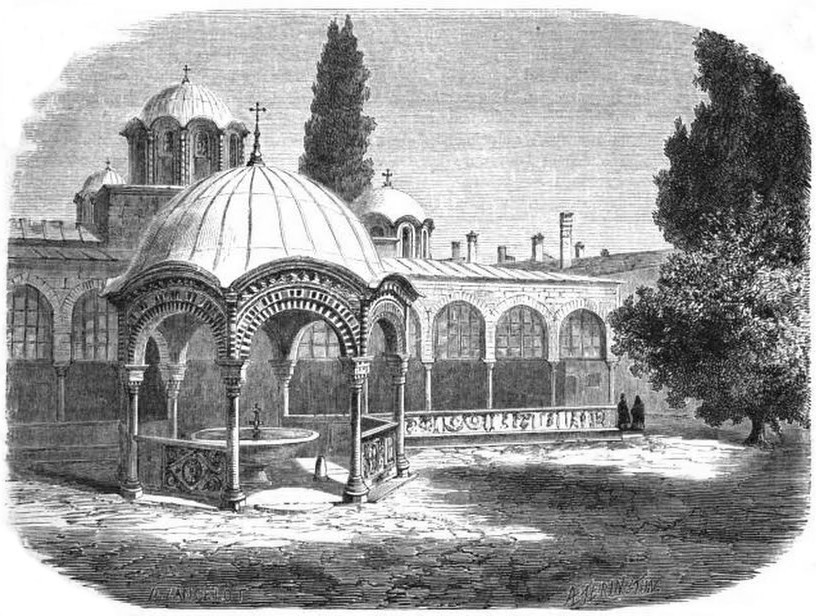
Мраморная чаша или фиал под сенью, для освящения воды, расположена между кафоликоном и трапезной

Среди многих драгоценных реликвий и даров византийских императоров хранятся: крест и жезл св. Афанасия; две чудотворные иконы: «Экономисса» (поставлена в память явления св. Афанасию Богоматери на месте, где находится живоносный источник) и «Кукузелисса», находящаяся в церкви Введения во храм Пресвятой Богородицы; части животворящего древа Креста Господня в драгоценных оправах; мощи св. Василия Великого, св. Михаила Синадского, св. апостола Андрея Первозванного, св. Ефрема Сирина и многих других святых. В трапезной сохранились фрески XVI века.

## Библиотека
Библиотека Лавры насчитывает примерно 2 116 рукописей, 20 000 печатных книг и 100 манускриптов на иностранных языках, 8 карт с Коаленовского кодекса (VI век), Афонский кодекс Великой Лавры, кодекс 049, 0167.
В Святогорской библиотеке Великой Лавры хранится хартия, датируемая февралём 1016 года, подписанная настоятелями афонских монастырей, в том числе настоятелем обители Росов. Это время начала правления Ярослава Мудрого, разбившего в тот год дружину Святополка Окаянного и взявшего Киев.